# Солнечное затмение на Уране

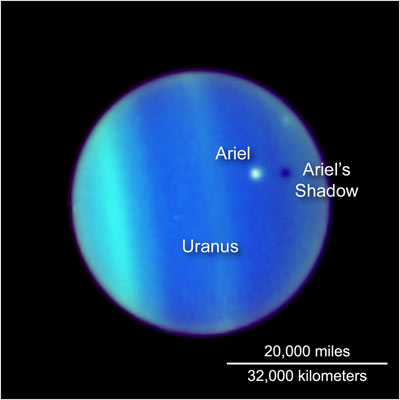
Прохождение Ариэля по диску Урана 26 июля 2006 года, снимок с космического телескопа Хаббл

Солнечные затмения на Уране происходят, когда один из естественных спутников Урана проходит между Ураном и Солнцем, заслоняя Солнце для гипотетического наблюдателя с Урана. Затмение может произойти только вблизи пересечения Ураном точки равноденствия, что происходит примерно раз в 42 года, последний раз это происходило в 2007—2008 годах.
В силу большой удалённости Урана от Солнца (среднее расстояние — 2 876 679 082 км, или 19,2 астрономических единицы) видимый угловой диаметр солнечного диска на Уране составляет около 2 угловых минут. Соответственно, закрыть диск Солнца для наблюдателя с Урана может только объект, чей видимый угловой диаметр превышает эту величину.
Из 27 известных в настоящее время спутников Урана только двенадцать обладают достаточным видимым размером, чтобы закрыть солнечный диск:
| Название  | Средний диаметр (км) | Большая полуось орбиты (км) | Видимый размер диска (') |
| --------- | -------------------- | --------------------------- | ------------------------ |
| Крессида  | 82 ± 4               | 61 766                      | 6—8                      |
| Дездемона | 68 ± 8               | 62 658                      | 6—7                      |
| Джульетта | 106 ± 8              | 64 360                      | 10—12                    |
| Порция    | 140 ± 8              | 66 097                      | 9—13                     |
| Розалинда | 72 ± 12              | 69 927                      | 4—5                      |
| Белинда   | 90 ± 16              | 75 255                      | 6—8                      |
| Пак       | 162 ± 4              | 86 004                      | 6—8                      |
| Миранда   | 471,6 ± 1,4          | 129 390                     | 10—15                    |
| Ариэль    | 1157,8 ± 1,2         | 191 020                     | 20—23                    |
| Умбриэль  | 1169,4 ± 5,6         | 266 300                     | 15—17                    |
| Титания   | 1577,8 ± 3,6         | 435 910                     | 11—13                    |
| Оберон    | 1522,8 ± 5,2         | 583 520                     | 8—9                      |

Остальные спутники Урана слишком малы или обращаются слишком далеко, чтобы закрыть солнечный диск.